# 季斯梅尼恰尼
48°46′14″N 24°40′0″E / 48.77056°N 24.66667°E
季斯梅尼恰尼（烏克蘭語：Тисменичани），是烏克蘭的村落，位於該國西部伊萬諾-弗蘭科夫斯克州，由納德沃爾納亞區負責管轄，始建於1437年，面積26.9平方公里，2001年人口3,071，人口密度每平方公里114.1人。